# Kabinett Van Bosse/Fock
Das Kabinett van Bosse/Fock war das zwölfte Kabinett der Niederlande. Es bestand vom 4. Juni 1868 bis zum 4. Januar 1871.

## Zusammensetzung
| Amt                                      | Amtsinhaber | Bemerkungen                                                                       |
| ---------------------------------------- | --- | --------------------------------------------------------------------------------- |
| Ministerpräsident                        | Pieter Philip van Bosse Cornelis Fock |                                                                                   |
| Auswärtiges                              | Joannes Josephus van Mulken (komm.) Theodorus Marinus Roest van Limburg (komm.) Theodorus Marinus Roest van Limburg Joannes Josephus van Mulken | bis 8. Juni 1868 bis 1. September 1868 bis 12. Dezember 1870 ab 12. Dezember 1870 |
| Justiz                                   | Franciscus Gerardus Reinierdus Hubertus van Lilaar                                                                                              |                                                                                   |
| Inneres                                  | Cornelis Fock |                                                                                   |
| Finanzen                                 | Pieter Philip van Bosse |                                                                                   |
| Krieg                                    | Joannes Josephus van Mulken |                                                                                   |
| Marine                                   | Lodewijk Gerard Brocx |                                                                                   |
| Kolonien                                 | Engelbertus de Waal Lodewijk Gerard Brocx | bis 16. November 1870 ab 16. November 1870                                        |
| Angelegenheiten der Katholischen Kirche  | Franciscus Gerardus Reinierdus Hubertus van Lilaar                                                                                              |                                                                                   |
| Angelegenheiten der Reformierten Kirchen | Pieter Philip van Bosse |                                                                                   |